# Blanca Parés
Blanca Parés   (l'Ametlla del Vallès, 16 de setembre de 1991) és una actriu catalana.
Va néixer el 16 de setembre de 1991. Després de formar-se en interpretació, va començar la seva carrera professional interpretant el personatge de Quintina a la sèrie El Secreto de Puente Viejo d'Antena 3. El 2014 va abandonar la sèrie i va passar al cinema, esdevenint una de les protagonistes de Julieta de Pedro Almodóvar. Va tornar a la televisió, novament a Antena 3, amb la nova temporada d'Amar es para siempre el 2016, interpretant Alba Novoa, un dels membres de la família protagonista. El 2018 va protagonitzar el drama romàntic Los amores cobardes de Carmen Blanco.